# Saison 3 de La Boîte à musique
Chronologie
Saison 2 Saison 4
Cet article présente les épisodes de la troisième saison de l'émission de télévision La Boîte à musique.

## Présentation
Cette saison, composée de huit numéros, est diffusée le vendredi soir en deuxième partie de soirée du 11 juillet au 29 août 2008.

## Liste des émissions

### Vendredi 11 juillet 2008:Musique et Cinéma
Invités
François-Xavier Demaison (comédien), Jean-Pierre Mocky (réalisateur) et Vladimir Cosma (compositeur).
Interprètes
le Quatuor Ébène, Antoine Hervé (pianiste) et Jean-Philippe Le Trévoux (orgue de cinéma).

### Vendredi 18 juillet 2008:La Musique française
Invités
Xavier Darcos (ministre), Daniel Picouly (écrivain) et Stanislas (chanteur).
Interprètes
François Salque (violoncelle), Saquenza 9.3 (Ensemble vocale), Svetlin Roussev (Violon), Babarba Ducret (Soprano), Jérôme Comte (Clarinette), Julien Léonard (Viole de Gambe), Nicolas Tulliez (Harpe), Vicenç Prats (Flûte) et Guillaume Becker (Alto). 
Jean-François Zigel accompagne au piano.

### Vendredi 25 juillet 2008:Les Modernes
Invités
Azouz Begag (politique), Hélène Segara (chanteuse) et Samuel Le Bihan (acteur).

### Vendredi1eraoût 2008:Les Classiques
Invités
Loane (chanteuse), Pierre Bellemare (animateur) et Julien Doré (chanteur).
Interprètes
Sandrine Piau (soprano), Cassandre Berthon (soprano), Anne Queffélec (piano), Olivier Charlier (violon), Philippe Foulon (baryton à cordes).

### Vendredi 8 août 2008:Les Romantiques
Invités
Julie Depardieu (actrice), Philippe Besson (écrivain) et Stéphane Bern (animateur).
Interprètes
le Quatuor Modigliani, Fanny Clamagirand (violon), Nicolas Baldeyrou (clarinette), François Salque (violoncelle), Hervé Joulain (cor) et Nora Gubisch (mezzo-soprano).

### Vendredi 15 août 2008:La Sensualité
Invités
Jean-Luc Petitrenaud (chroniqueur gastronome), Yann Queffélec (écrivain) et Vincent Delerm (chanteur).
Interprètes
Louis Moutin (batteur), François Moutin (contrebasse), Jean-Charles Richard (saxophone), Antoine Hervé (pianiste), François Salque (violoncelle), un ensemble de violoncelles du Conservatoire de Paris ; Julie Fuchs (soprano), Romain Guyot (clarinette) et Anne Queffélec (pianiste).

### Vendredi 22 août 2008:Pochette Surprise
Invités
Diane Tell (chanteuse), Philippe Tesson (journaliste) et Christophe Girard (politique).
Interprètes
le quatuor de trombones Format A4, Emmanuel Rossfelder (guitare), Jive Faury (danse et jonglage), Johnny Rasse et Jean Boucault (chants d'oiseaux), le septuor de mandolines estudiantina d'Argenteuil et Anne-Lise Foy (vielle à roue).

### Vendredi 29 août 2008:L'Improvisation
Invités
Pauline (chanteuse), Christophe Hondelatte (journaliste) et Nelson Monfort (journaliste sportif).
Interprètes
Cyprien Katsaris (piano), Antoine Hervé (piano), Médéric Collignon (cornet), Olivier Ker Ourio (harmonica) et Daniel Yvinec (contrebasse).